# Les Héraclides
Pour les articles homonymes, voir Héraclides (homonymie).
Les Héraclides (en grec ancien Ἡρακλεῖδαι / Hêrakleĩdai) est une tragédie d'Euripide, qui raconte l'exil des enfants d'Héraclès à Marathon.

## Résumé

### Personnages
- Iolas (Ancien compagnon d'Héraclès désormais vieillard)
- Coprée (hérault d'Eurysthée)
- Démophon
- Macarie (fille d'Héraclès)
- Alcmène (mère du défunt Héraclès)
- Eurysthée (Roi d'Argos et de Mycènes)
- Acamas  (personnage muet)
- Un Serviteur
- Un Messager

### Argument

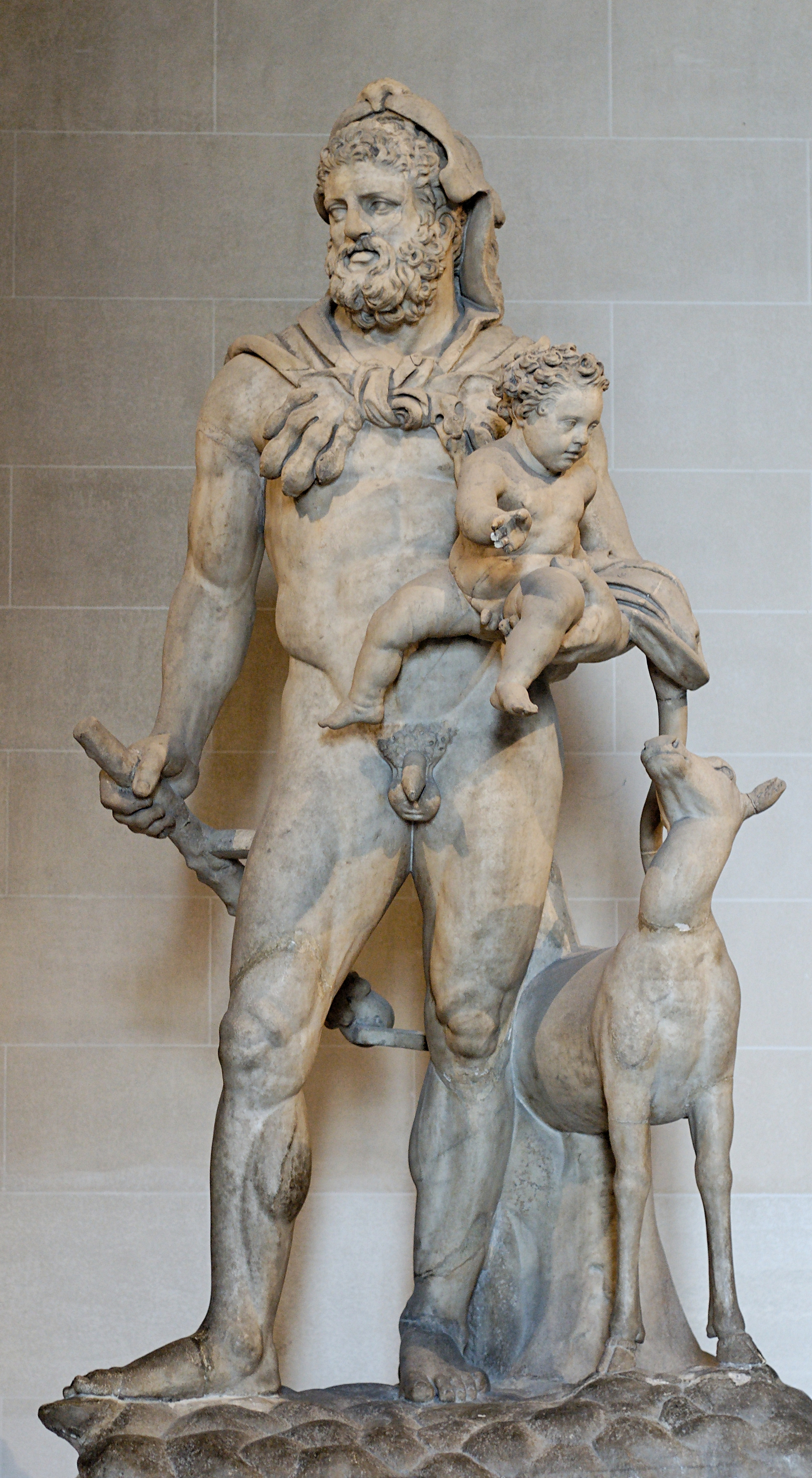
Héraclès et Télèphe, Musée du Louvre.

L’intrigue se déroule à Marathon, ville proche d'Athènes, qu’Alcmène, mère d'Héraclès, les enfants de ce dernier, ainsi qu’Iolas, ancien compagnon du héros, désormais réduit à la condition de vieillard, rejoignent après sa mort, persécutés qu’ils sont par Eurysthée, roi de Mycènes, qui souhaite la disparition de la progéniture de son ennemi après les avoir condamnés à mort dans leur propre pays, animé en grande part par la jalousie de Héra. Iolas commence d’ailleurs par décrire leur errance et comment, partout où leur chemin les a menés, un héraut d’Eurysthée finissait toujours par les retrouver. Personne n’ayant jusqu'à présent osé s’opposer aux troupes de ce dernier, ce fut pour les Héraclides un long et fastidieux périple. 
Leur arrivée à Marathon n’est toutefois pas un hasard. En effet, les fils d’Héraclès, parents éloignés des deux fils de Thésée, Démophon, actuel roi d'Athènes, et Acnuius, sont venus en cette ville pour implorer leur secours. Trouvant pour l’heure asile dans un temple voué à Zeus, ils se voient opposés à Coprée, l’un des envoyés du roi de Mycènes, tentant de les arracher de force à l’autel du dieu olympien. Désireux de respecter les dieux ainsi que les liens qui l’unissent aux enfants d’Héraclès Démophon repousse les prétentions des troupes Argiennes, malgré la menace d’une guerre imminente avec les soldats d’Eurysthée, resté sur les frontières d’Alcathos en attendant le retour de son héraut. 
Réunissant tous les interprètes d’oracles, examinant toutes les antiques prédictions publiques ou secrètes intéressant le salut de la patrie, Démophon fait le terrible constat que, malgré certaines divergences d’interprétation, le succès de ses armées ne sera assuré qu’à l'unique condition d’immoler à la fille de Déméter, Perséphone, une vierge née d’un illustre père. Le roi de Marathon refuse alors de sacrifier sa fille, ni celle d’aucun citoyen malgré lui, aboutissant à une impasse. Les Héraclides sont donc contraints à l’exil une fois encore. 
Apprenant la terrible nouvelle, Macaria, fille d’Héraclès jusqu’alors restée dans le temple, se propose de mourir, avançant que si les hommes de Démophon sont prêts à mourir pour leur cause, il y va de son honneur de mettre dans la balance sa propre vie pour sauver celle de ses frères et des siens.
La guerre est sur le point d’éclater. Iolas, malgré l’usure du temps dont il est victime, se propose alors de rejoindre les rangs. Le dialogue avec le serviteur qu’il charge de le mener au front et de porter ses armes confère à la scène un aspect comique, coupant drastiquement avec le caractère dramatique du noble sacrifice de Macaria.
Conformément aux oracles, ce sont les troupes de Démophon qui sortent vainqueurs de la guerre après qu’Eurysthée, par lâcheté, ait refusé d’affronter seul à seul Hyllos, fils d’Héraclès et de Déjanire et que Macaria a été immolée. Eurysthée est alors capturé par Iolas, ayant retrouvé l’espace d’un instant, dans des circonstances quelque peu mystiques, sa vigueur d’antan. 
Poussée par la vengeance, et contre la tradition d’Athènes voulant que l’on laisse partir un homme pris vivant sur le champ de bataille, Alcmène militera néanmoins pour faire mourir Eurysthée, ce dont Hyllos sera chargé. 
Devant le pardon qui lui était offert par Athènes, Eurysthée leur révèle alors un oracle d’Apollon. Il se propose alors d’être pour la ville un hôte protecteur à condition d’être enterré à Pellène, devant le temple de Minerve, lorsque les descendants d’Héraclès, oubliant leurs bienfaits, viendront attaquer la ville avec de nombreux bataillons.